# 스피노사우루스과
- 스피노사우루스
- 시아모사우루스
- 옥살라이아
- 바리오닉스
- 수코미무스
- 이리타토르
- 이크티오베나토르
- 알티스피낙스
- 발리보나베나트릭스
- 크리스타투사우루스
- 시노플리오사우루스

스피노사우루스과(Spinosauridae)는 악어와 비슷한 두개골을 가진 스피노사우루스가 속한 집단이다. 이들과에 속한 공룡들은 주로 물고기나 작은 공룡들을 잡아먹으면서 물가에 서식했을 것으로 추정된다.

## 친척들

스피노사우루스과에 속하는 공룡들의 크기비교.
(큰 순서대로)
스피노사우루스 아에깁티아쿠스
수코미무스 테네렌시스
바리오닉스 왈케리
이리타토르 챌렌제리

스피노사우루스과에는 다양한 친척들이 있다.악어의 것과 비숫한 얇고 긴 두개골을 가진다는 점에서 닮았지만 대표적인 스피노사우루스와 같이 솟아오른 돛 모양 골판 또한 모든 스피노사우루스과의 공통 특징이였는지는 미지수이다. 대개 백악기 초기 부근에 종적을 감추었다.

## 같이 보기
- 포털:공룡